# Communauté de communes du Vercors
Die Communauté de communes du Vercors ist ein ehemaliger französischer Gemeindeverband mit Rechtsform einer Communauté de communes im Département Drôme, dessen Verwaltungssitz sich in dem Ort La Chapelle-en-Vercors befand. Sein Umkreis lag im Nordosten des Départements an der Grenze zum Département Isère und umfasste den zentralen Teil des Vercors-Gebirges. Der Ende 1995 gegründete Gemeindeverband bestand aus fünf Gemeinden auf einer Fläche von 223,3 km2.

## Aufgaben
Zu den vorgeschriebenen Kompetenzen gehörten die Entwicklung und Förderung wirtschaftlicher Aktivitäten und des Tourismus. In Umweltbelangen betrieb er die Abwasserentsorgung (teilweise) und die Müllabfuhr und -entsorgung. Zusätzlich baute und unterhielt der Verband Kultur- und Sporteinrichtungen und förderte Veranstaltungen in diesen Bereichen.

## Historische Entwicklung
Der Gemeindeverband fusionierte mit Wirkung vom 1. Januar 2017 mit der Communauté de communes le Pays du Royans und bildete so die Nachfolgeorganisation Communauté de communes du Royans-Vercors.

## Ehemalige Mitgliedsgemeinden
Folgende fünf Gemeinden gehören der Communauté de communes du Vercors an:
| Gemeinde                | Einwohner 1. Januar 2022 | Fläche km² | Dichte Einw./km² | Code INSEE | Postleitzahl |
| ----------------------- | ------------------------ | ---------- | ---------------- | ---------- | ------------ |
| La Chapelle-en-Vercors  | 772                      | 45,3       | 17               | 26074      | 26420        |
| Saint-Agnan-en-Vercors  | 365                      | 84,2       | 4                | 26290      | 26420        |
| Saint-Julien-en-Vercors | 252                      | 18,5       | 14               | 26309      | 26420        |
| Saint-Martin-en-Vercors | 436                      | 27,1       | 16               | 26315      | 26420        |
| Vassieux-en-Vercors     | 338                      | 48,2       | 7                | 26364      | 26420        |